# Megapodius eremita
El talégalo eremita o telégala de Bismarck (Megapodius eremita) es una especie de ave galliforme de la familia Megapodiidae nativa de Nueva Guinea y las islas Salomón.
Fue descrita por primera vez por Gustav Hartlaub en 1867.